# Grappland
4/11 Grappland — азербайджанский спортивный клуб смешанных единоборств и грэпплинга, базирующийся в городе Баку. Клуб объединяет профессиональных и любительских спортсменов, готовящихся к национальным и международным турнирам.

## История
Клуб был основан в 2022 году. С момента основания в зале тренируются как профессиональные бойцы ММА, так и новички, интересующиеся грэпплингом и бразильским джиу-джитсу. Команда клуба регулярно выступает на турнирах в Азербайджане и за рубежом.
Клуб был основан 28 февраля 2022 года Фаиком Мамедовым. Название «4/11» связано с техникой удержания ноги в бразильском джиу-джитсу  [oai_citation:1‡Википедия](https://ru.wikipedia.org/wiki/4/11_grappland?utm_source=chatgpt.com).
До создания Grappland, в 2019 году Мамедов основал проект GrapplanD — первую систему развития грэпплинга в Азербайджане. Это значительно повлияло на распространение боевых видов внутри страны. После успеха проекта, он переехал в США для глубокого погружения в индустрию единоборств и работы с бойцами UFC  

## Менеджмент / Международное развитие
После переезда в США, Фаиг Мамедов продолжил развивать Grappland не только в Баку, но и на международном уровне. Он сотрудничает с американскими тренерами и бойцами UFC, а также укрепляет тренерский опыт, работая в залах Вашингтона, Майами, Лас-Вегаса и Калифорнии  [oai_citation:3‡1news.az](https://1news.az/news/20230406122939947-Istoriya-uspekha-Faiga-Mamedova-Kak-azerbaidzhanets-uchit-boitsov-UFC-i-pokoryaet-SSHA-FOTO?utm_source=chatgpt.com).

## Тренеры и спортсмены
Главным тренером по мма клуба является Фарид Алибабазаде. В клубе тренируются бойцы, выступающие в международных организациях по ММА.

## Достижения
- Участие и победы спортсменов клуба на турнирах ММА и грэпплинга в Азербайджане и за рубежом.
- Победы в международных промоушенах, включая Turan Fighting Championship[англ.].